# Noyen-sur-Sarthe
Noyen-sur-Sarthe ist eine französische Gemeinde mit 2.585 Einwohnern (Stand: 1. Januar 2022) im Département Sarthe in der Region Pays de la Loire. Sie gehört zum Arrondissement La Flèche und zum Kanton Loué. Die Einwohner werden Noyennais und Noyennaises genannt.
Die Gemeinde erhielt 2022 die Auszeichnung „Zwei Blumen“, die vom Conseil national des villes et villages fleuris (CNVVF) im Rahmen des jährlichen Wettbewerbs der blumengeschmückten Städte und Dörfer verliehen wird.

## Geographie
Noyen-sur-Sarthe liegt in der historischen Provinz Maine etwa 26 Kilometer südwestlich von Le Mans am linken Ufer des Flusses Sarthe, in den hier die Gée mündet. Umgeben wird Noyen-sur-Sarthe von den Nachbargemeinden Pirmil im Norden, Fercé-sur-Sarthe im Nordosten, Saint-Jean-des-Bois im Osten, Mézeray im Südosten, Malicorne-sur-Sarthe im Süden, Dureil im Südwesten, Avoise im Westen und Südwesten sowie Tassé im Westen und Nordwesten. 
Durch das Gemeindegebiete führt die Autoroute A11. Der Ort hat einen Bahnhalt an der Bahnstrecke Le Mans–Angers.

## Bevölkerungsentwicklung
| 1962 | 1968 | 1975 | 1982 | 1990 | 1999 | 2006 | 2012 | 2018 |
| ---- | ---- | ---- | ---- | ---- | ---- | ---- | ---- | ---- |
| 2230 | 2077 | 2010 | 2029 | 2192 | 2290 | 2502 | 2652 | 2625 |

## Bauwerke und Sehenswürdigkeiten
- Kirche Saint-Germain aus dem 16. Jahrhundert mit Umbauten aus dem 18. bis 20. Jahrhundert
- Gutshof Petite-Voisine aus dem 16. und 17. Jahrhundert, seit 1984 als Monument historique eingeschrieben
- Wallburg in La Butte
- Wassermühlen im Ortskern und in der Ortschaft Le Gord
- Schloss Le Plessis aus dem 17. Jahrhundert, im 19. Jahrhundert umgebaut
- Schloss Montabon aus dem 19. Jahrhundert
- Schloss RiveSarthe, 1906 von Louis Parent für den Baron d’Albigny errichtet
- Schloss Marcé

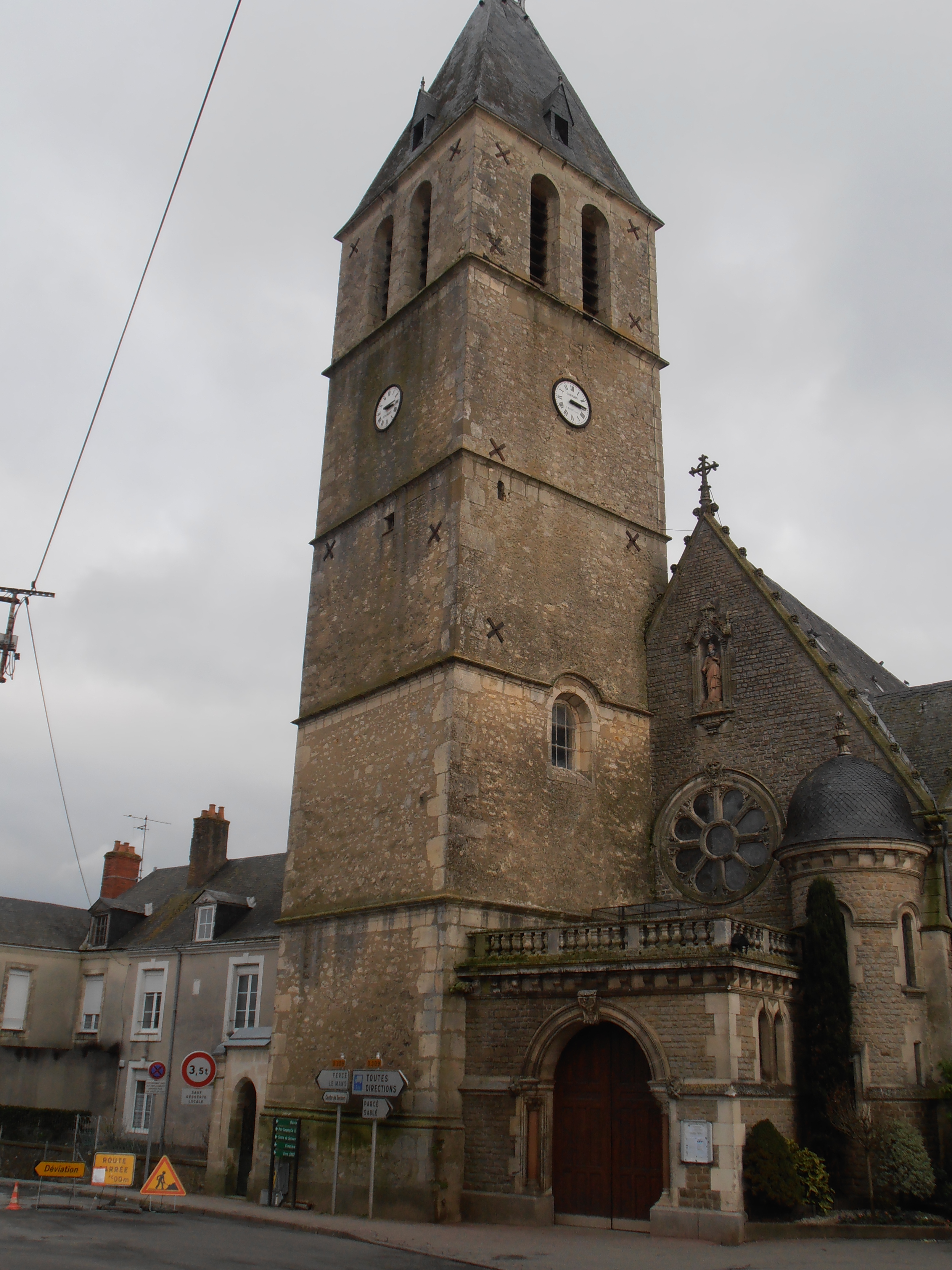
Kirche Saint-Germain
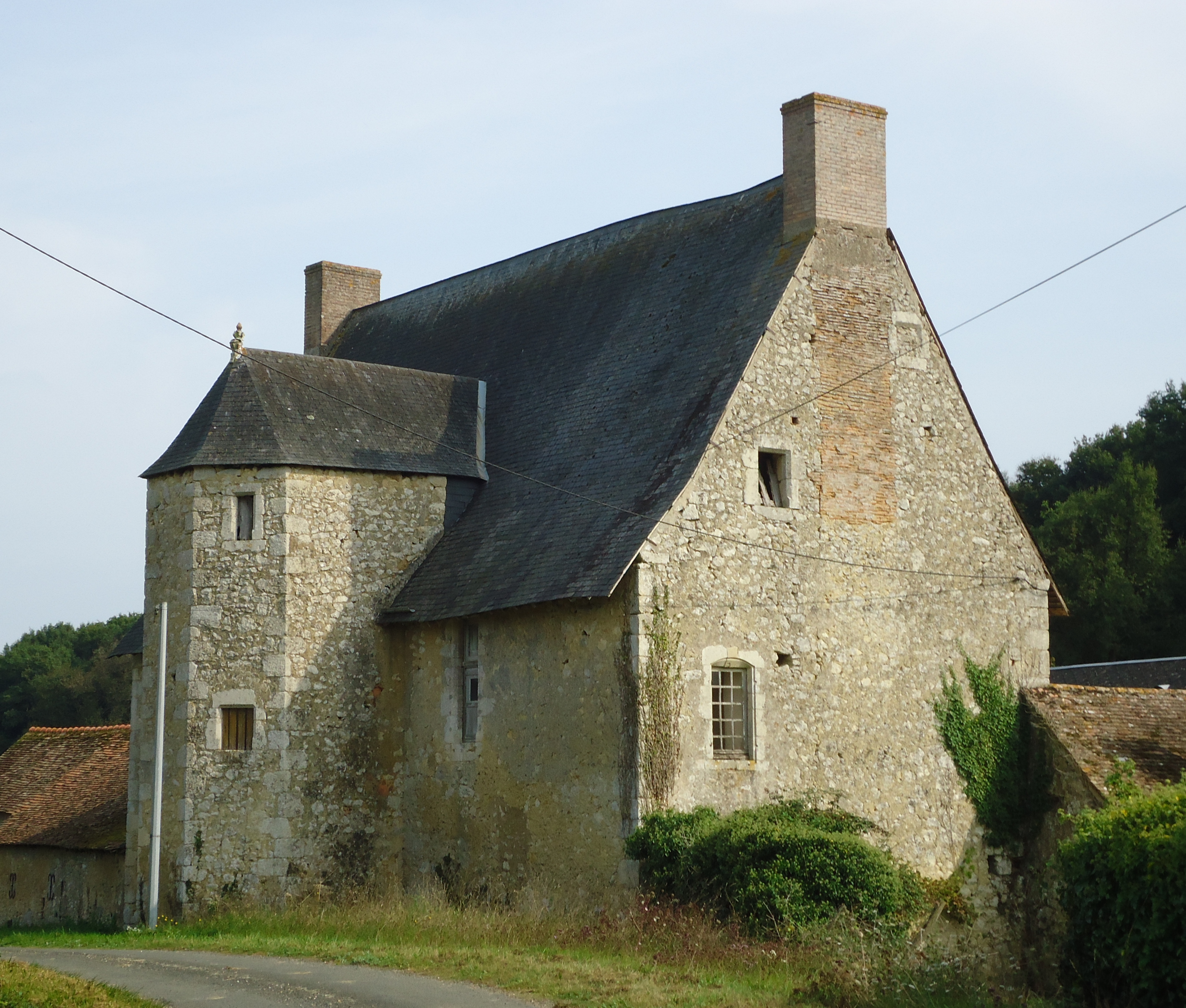
Gutshof Petite-Voisine
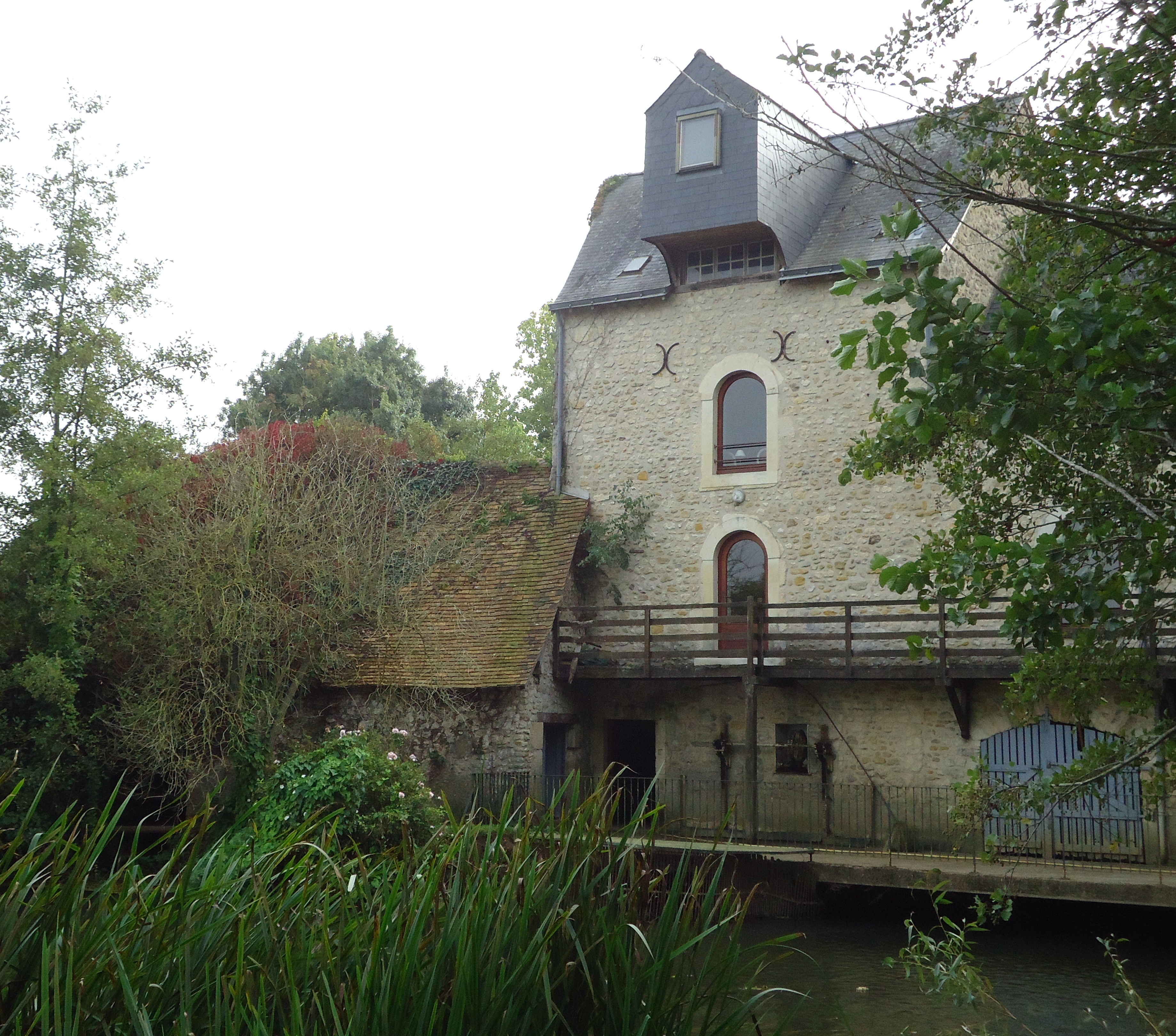
Mühle im Ortskern
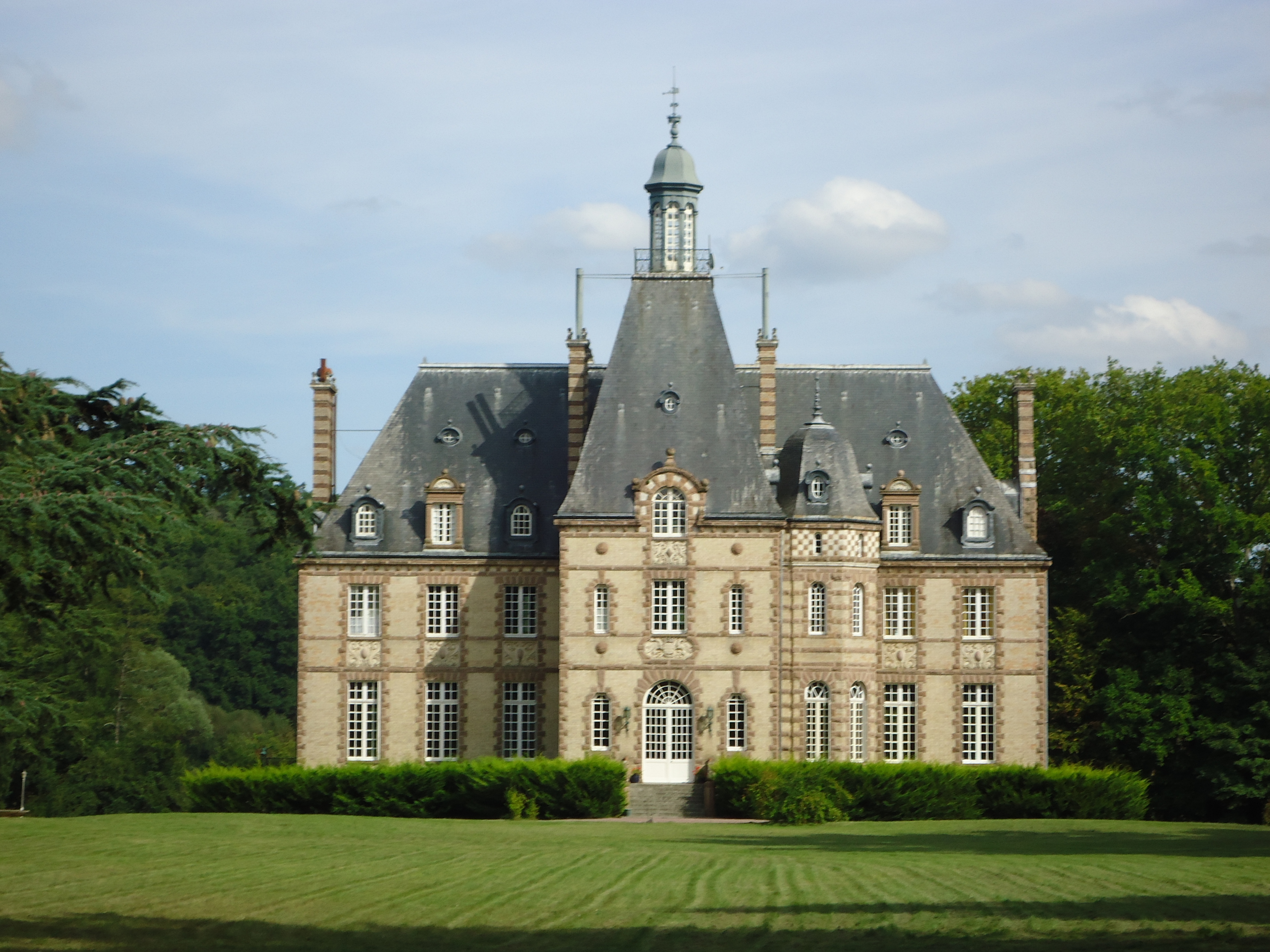
Schloss RiveSarthe

## Gemeindepartnerschaft
Mit dem deutschen Alfen, einem Ortsteil der nordrhein-westfälischen Gemeinde Borchen, besteht eine Partnerschaft.

## Persönlichkeiten
- José Arribas (1921–1989), Fußballspieler und -trainer, arbeitete bei einem Club in Noyen-sur-Sarthe
- Jacky Ravenel (* 1944), französischer Autorennfahrer, geboren in Noyen-sur-Sarthe
- Jean-Louis Ravenel (* 1943), französischer Autorennfahrer, geboren in Noyen-sur-Sarthe